# Niklaus Schlienger
Niklaus Schlienger (* 1950 in Basel, Schweiz) ist ein Schweizer Filmproduzent und Drehbuchautor. Er war von 1990 bis 2012 Redaktionsleiter Fernsehfilm und -serien beim Schweizer Fernsehen und verantwortete die Produktion zahlreicher fiktionaler Programme.

## Leben
Schlienger studierte von 1970 bis 1975 Ökonomie, Wirtschaftsgeschichte, Dogmengeschichte und Soziologie an der Universität Basel. Er ist als Berater für Film- und Seriendramaturgie, deren Produktion und für die Erarbeitung von Drehbüchern zuständig. Sie Interessengebiete liegen bei der Produktion von Fernsehfilmen und -serien, Literatur, Theater.
So war er verantwortlicher Produzent zahlreicher Fernsehfilme und -serien, darunter Lüthi und Blanc (seit 1999), Die Direktorin (1994), Schweizer Tatort (bis 1993). Bis 1990 auch als Drehbuchautor (Die Dollarfalle 1986, Alpeninternat 1990 u. a.). Inhaltlich war Schlienger ebenfalls an der Schweizer Fernsehserie Tag und Nacht beteiligt.

## Filmografie (Auswahl)
Drehbuch
- 1986: Der Mäzen
- 1988: Die Dollarfalle
- 1989: Eine Frau für Alfie
- 1990: Alpeninternat
- 1991: Tatort – Marion (Fernsehserie, Folge 264)

Produzent
- 1994–1995: Die Direktorin (Fernsehserie)
- 1999–2007: Lüthi und Blanc (Fernsehserie)
- 2008: Tag und Nacht (Fernsehserie)
- 2012: Die Schweizer (Dokufiction)